# آلبرتو فرناندس (بازیکن بسکتبال)
آلبرتو فرناندس (اسپانیایی: Alberto Fernández‎؛ زادهٔ ۱۹۲۶ - درگذشته نامشخص) بازیکن بسکتبال اهل پرو بود. وی در بازی‌های المپیک تابستانی ۱۹۴۸ شرکت کرده‌است.